# Canaan
Canaan (/ˈkeɪnən/; Tiếng Phoenicia: 𐤊𐤍𐤏𐤍 – KNʿN; tiếng Hebrew: כְּנַעַן – Kənáʿan, in pausa כְּנָעַן – Kənāʿan; tiếng Hy Lạp Koine: Χανααν – Khanaan; tiếng Ả Rập: كَنْعَانُ – Kan‘ān) là một nền văn minh nói tiếng Semit và khu vực lịch sử tại Nam Levant thuộc vùng Cận Đông cổ đại tồn tại vào cuối Thiên niên kỷ 2 TCN. Canaan có tầm quan trọng lớn về mặt địa chính trị vào thời kì Amarna ở cuối Thời đại đồ đồng (thế kỷ 14 TCN) vì là khu vực nơi phạm vi lợi ích của người Ai Cập, Hittite, Mitanni, và Đế chế Assyria hội tụ hoặc chồng lên nhau. Hầu hết tri thức về Canaan ngày nay khởi nguồn từ các cuộc khai quật địa chất ở khu vực này tại các địa điểm như là Tel Hazor, Tel Megiddo, En Esur, và Gezer.